# مردم آیمارا
مردم آیمارا (به انگلیسی: Aymara یا Aimara) مردم بومی در مناطق کوه‌های آند و آلتیپلانو در در نزدیکی دریاچه تیتیکاکا در آمریکای جنوبی هستند. جمعیت آنان در حدود ۲ میلیون تَن است که در کشورهای بولیوی، پرو، شیلی، و آرژانتین زندگی می‌کنند. زبان آیمارا یکی از زبان‌های آیماری و یکی از زبان‌های رسمی کشور بولیوی است. شمار سخنوران این زبان در بولیوی نزدیک به ۱٫۸ میلیون نفر و در پرو نزدیک به ۶۰۰ هزار نفر است. آیماراها، زبان و فرهنگ ویژه خود را دارند.

## تاریخ
باستان‌شناسان شواهدی پیدا کرده‌اند که نشان می‌دهد مردمان آیمارا به مدت دست کم ۸۰۰ سال کوه‌های آند را که امروزه در باختر بولیوی، جنوب پرو و شمال شیلی را به اشغال خود درآورده بودند.
این بومیان آمریکای جنونی، مانند دیگر بومیان این منطقه از سده ۱۶ (میلادی) توسط امپراتوری اسپانیا استعمار شدند. در نهایت در میانه سده ۱۹ (میلادی) و در پی یک قیام مسلحانه ضد استعماری، کشور بولیوی تأسیس شد. نام این کشور از رهبر انقلاب استقلال آن، سیمون بولیوار گرفته شده که خود او نخستین رئیس‌جمهور بولیوی بود.

## دوران استعمار اسپانیا

### ماجراجویان
کریستوفر کلمب (۱۴۵۱–۱۵۰۶ پس از میلاد) در اوت ۱۴۹۲ از کاستیل، اسپانیا حرکت کرد تا یک گذرگاه دریایی غربی به هند شرقی غنی از ادویه پیدا کند. در سال ۱۵۱۳، واسکو نونیس د بالبوا (۱۵۱۹–۱۴۷۵) از تنگه پاناما عبور کرد و به اقیانوس آرام رفت. بیست و نه سال بعد، در ۱۶ نوامبر ۱۵۳۲، یک کنکیستادور (ماجراجویان سده‌های ۱۵ و۱۶ میلادی)، به نام فرانسیسکو پیزارو (۱۵۴۱–۱۴۷۸)، از جزیره گورگونا (در کلمبیای امروزی)، به جنوب سفر کرد.
. پیزارو با رسیدن به کاجامارکا، شهری در حدود ۲۰۰۰ کیلومتری شمال کوسکو، با آتاهوالپا روبرو شد و طی یک نبرد او را اسیر کرد. آتاهوالپا در ژوئیه ۱۵۳۳ اعدام شد.